# Ex Fábrica de Pólvora
La Ex fábrica de polvo es un inmueble que albergó la Real Fábrica de Pólvora y Harina. Se encuentra ubicada en Santa Fe, en la alcaldía Álvaro Obregón, en lo que es el Campo Militar 1. Desde 2021 es un centro cultural donde se imparten talleres dedicados a las artes.

## Historia de la edificación
La fábrica de pólvora fue construida en la zona del pueblo de Santa Fe por la proximidad al agua y al bosque para el combustible, la zona aislada en la que se encontraba también era idónea para las explosiones. 
El edificio fue construido por el ingeniero Miguel Constanzó  como un encargo del virrey Antonio María de Bucareli y Ursúa, su construcción comenzó en 1779 y se terminó en 1781. Su inauguración fue en 1782, la edificación incluía calderas, hornos, oficinas, un granero, establos, una capilla y viviendas para las personas trabajadoras. Durante la Independencia de México, la fábrica fue utilizada por las fuerzas realistas. 
Este complejo permaneció  200 años bajo el control de la Secretaría de la Defensa Nacional, durante este tiempo gran parte de la zona no aparecía en los mapas. En 2018 se anunció que esta parte sería parte del Parque de Chapultepec.

## Historia de la fábrica
En esta fábrica se elaboraban tres tipos de pólvora: para su uso en las minas, para la pirotecnia y las festividades y la pólvora del rey, la cual era utilizada con fines bélicos.